# Abionzo
Abionzo es una localidad del municipio de Villacarriedo, comarca de los Valles Pasiegos, (Cantabria, España).

## Datos generales
Está ubicado a 394 metros sobre el nivel del mar y está a una distancia de 2 kilómetros de la capital municipal Villacarriedo. Abionzo tenía una población de 141 habitantes en el año 2018. Es accesible desde la capital municipal. Dentro del municipio, el término de Abionzo está en el extremo nornoreste.
El pueblo tiene cuatro barrios: La Canal, Raneo, Campomisa y Concejero.
Se ubica en un entorno en el que, además de pastos, hay bosques y arboledas, que incluyen pinares de pino albar y Pinus radiata, robledales de Quercus robur y Quercus petraea, hayedos y bosques de ribera.

## Historia

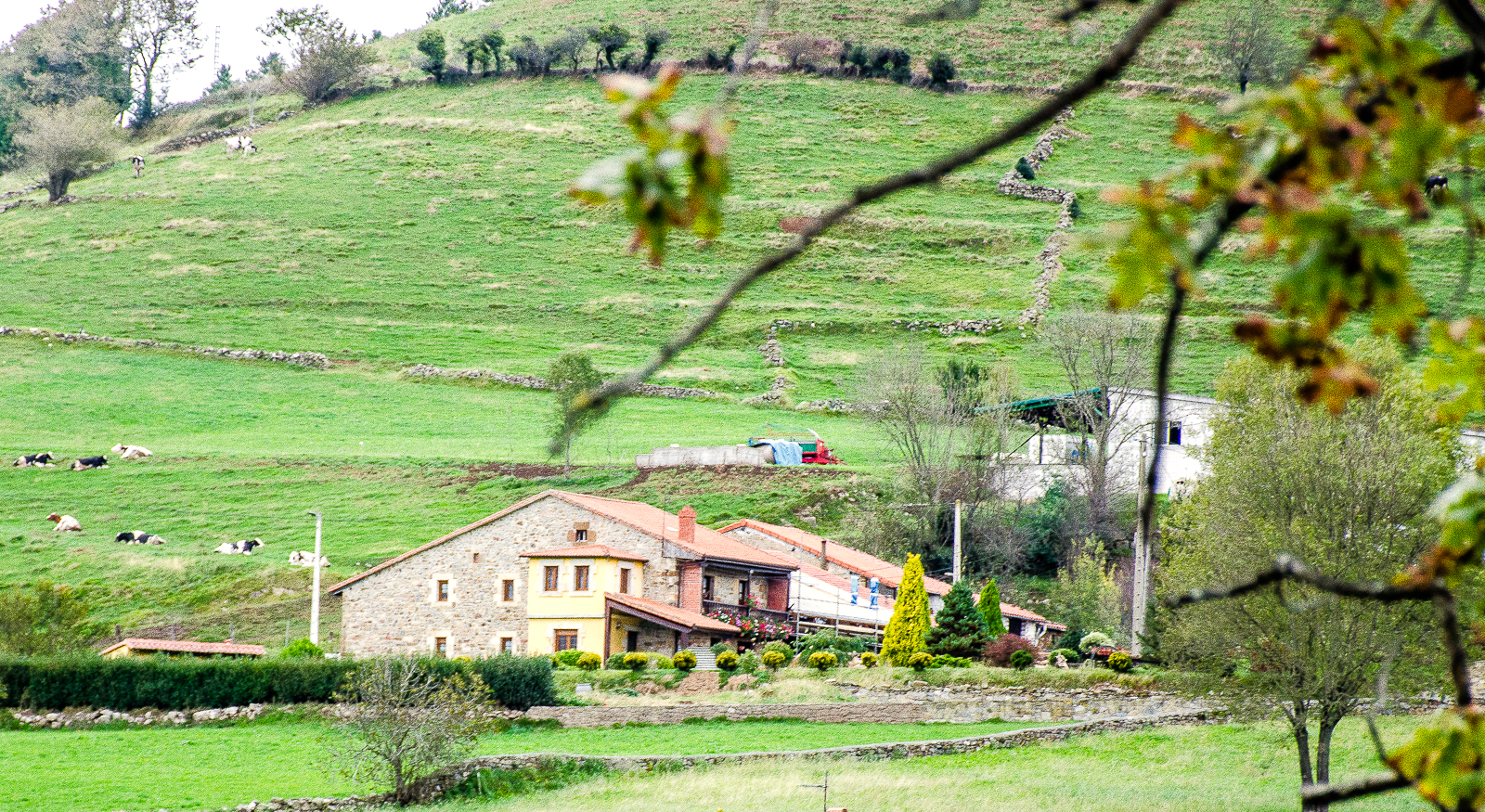
Casona montañesa en Abionzo.

Abionzo fue lugar de behetría (siglo XIV) y como tal aparece en el Becerro de las Behetrías de Castilla. Tributaba escandia en el realengo y tocino en la behetría.
Hay restos de la actividad preindustrial, ligada a la generación de energía desde el siglo XVIII, mediante el aprovechamiento de la fuerza motriz del agua del río Rubionzo.
En el siglo XIX, hubo amplios linares en cultivos aterrazados, que dejaron una morfología de ladera aun perdura.
Pascual Madoz, en 1845, lo describe así:
Lugar de la provincia y diócesis de Santander, partido judicial y ayuntamiento de Villacarriedo, audiencia territorial de Burgos. Está situado sobre la altura o nudo que une en su base la montaña Geniro, que se halla al este, y el pico Lindota, al oeste. Está a una distancia de 1/4 de legua del nacimiento del río Rubionzo. Clima bastante sano. Las enfermedades más frecuentes son pulmonías, catarros y algunas irritaciones cerebrales. Sin embargo, se nota que sus naturales llegan generalmente a una edad muy avanzada. Tiene 62 casas (29 de dos pisos y 33 de un piso), todas muy reducidas y antiguas, sin guardar un orden en su colocación. Hay 5 manantiales de agua de mediana calidad, para usos domésticos, del ganado y de riego. Hay un sexto manantial, denominado Rubionzo, que da origen al río de ese nombre, cuyas aguas son de calidad superior. La iglesia parroquial, con advocación de San Cristóbal, situada en la población, es un edificio de poco mérito, de una nave (35 pies de elevación y de 50 la espadaña), su fábrica es de ladrillo, a excepción del frontis y dos arcos en que se apoya el edificio que son de piedra de sillería. La parroquia está servida por un cura. Tiene una ermita dedicada a San Roque, muy reducida y con un solo altar. El cementerio, contiguo a la iglesia, se construyó en 1835, es de escasa dimensión. El término, de una legua en su mayor extensión, confina al norte con el de Llerana, por el este con el de Riomiera, por el sur con el de Villacarriedo y por el oeste con los de Bárcena y Saro. Incluye los cabañales, y caseríos, a un máximo de 1/4 de legua del pueblo, de Arruengo (un vecino que no rotura la tierra y sí aprovecha los pastos), Rustintagua (con dos cabañas, cada una con su vecino, colocadas a la derecha del río Rubionzo, en la vertiente occidental del monte Geniro; cultivan 18 carros de tierra de labrantía y disfrutan de los prados en que se encuentra), Geniro (tres cabañas inhabitadas) y Rubionzo (un vecino); por último, el caserío de Rubionzo (dos vecinos, con un edificio para ganados y yerbas, así como dos molinos de una y dos ruedas respectivamente), situado en una posesión de 18 carros de tierra de labor y 40 de prado. A la parte norte de la población se halla un monte denominado Monte de Abionzo, de roble y acebo, de media legua de largo y un cuarto de ancho, del cual se surten de leña los habitantes. Una pate de este monte, como de 200 árboles, llamada Cagigal del Rey, está destinada a la Marina Real. Hay otro cagigal de propiedad particular, junto al monte Cueto, perteneciente a Saro y Llerena. Hay dos distintos terrenos de pasto de aprovechamiento común. El terreno es desigual y montañoso, en general medianamente productivo. Por la izquierda del pueblo, a 1/4 de legua, corre el río Rubionzo, de cauce profundo; se ven cuatro molinos harineros. Caminos locales, en mal estado y penosos por sus declives. Produce maíz, alubias, trigo, patatas, legumbres, y frutas de mala calidad (sic); cría bastante lanar y vacuno; hay algo de caza. Se surten del mercado de Selaya, en el que venden manteca de vacas y ganado. Tiene una población de 39 vecinos, 175 almas.

## Patrimonio arquitectónico

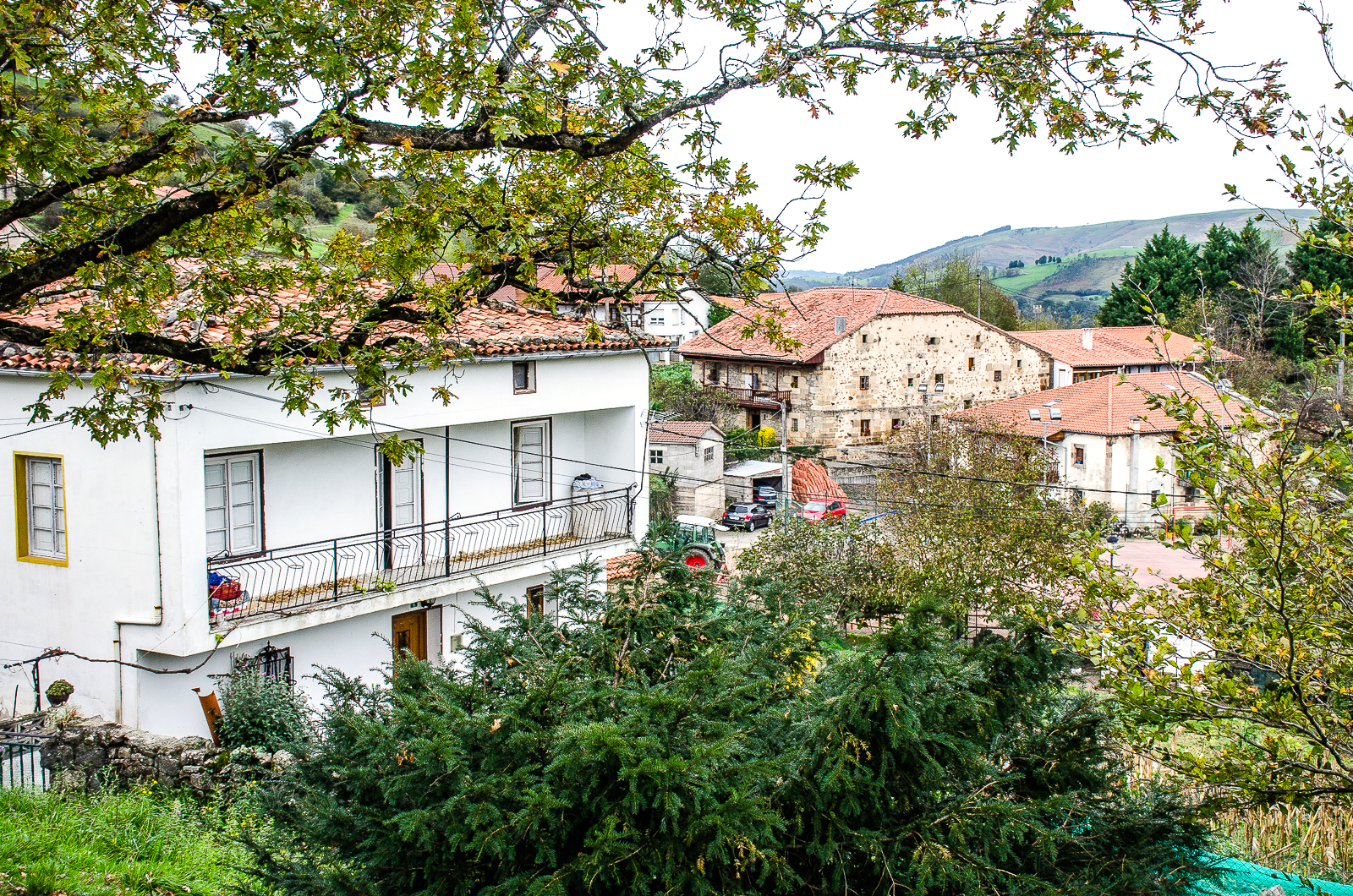
Barrio Reneo

Iglesia de San CristóbalDel siglo XVIII. En el contrafuerte sureste tiene un reloj de sol de 1786.
Bolera tradicionalDel siglo XX.
Lavadero públicoDe 1900.
Barriada en hileraDel siglo XVIII.
Ermita de San RoqueTambién llamado San Rocuco.
Molino de RubionzoConserva la maquinaria original, la canal de derivación del agua y un puente de piedra. Conserva un camino enlosado de aspecto carretero que lleva al pueblo, así como el canal que desciende hacia el edificio de la antigua fábrica de luz.

## Personas distinguidas
- Familia Fernández-Campero:

Esta población es considerada como el solar originario de la Familia Fernández Campero, que se establecería en el México, el Río de la Plata y el Alto Perú. Aquí nacieron, Juan José Férnandez Campero de Herrera, Caballero de la Orden de Calatrava, y posteriormente primer Marqués del Valle de Tojo (Marquesado de Yavi), Diego Férnandez Campero y Siles, quien se estableció primero en la Gobernación del Paraguay en 1690, para recalar como Maestre de Campo en la Ciudad de Tucumán. También proviene de Abionzo, el militar Juan Manuel Fernández Campero (militar) (1741-1791, quien fuera gobernador del Tucumán en el siglo XVIII y a quien le correspondió la misión de expulsar a la Compañía de Jesús de esa región, en 1765. Otras ramas de esta familia se establecerían en México.
- Familia Güemes-Campero:

Es otro linaje conocido por sus vínculos con este lugar fue esta familia, que también se establecería en el Virreinato del Río de la Plata. Gabriel de Güemes Montero, (Abionzo, 21 de mayo de 1748), fue el padre de Martín Miguel de Güemes, héroe de la independencia argentina.

## Economía
Basada, por orden de importancia, en la ganadería, la agricultura y el turismo.

## Ocio

### Fiestas
- San Rocuco, que tiene lugar el 17 de agosto y está declarada de interés local, es el principal festejo.[10]
- También se celebra San Cristóbal, el 28 de julio.[10] Durante la fiesta, se celebra una misa solemne y se lleva en procesión al santo por las calles del pueblo.

### Senderismo
- Sendero «PR S 56 Río Rubionzo»: Recorre la cuenca del río Rubionzo, entre los municipios de Saro y Villacarriedo (de Abionzo a Llerana). Discurre por la cabecera de un pequeño valle, que discurre sobre materiales arcillosos. Está al norte del Picojerino.[7]